# Angus Cameron

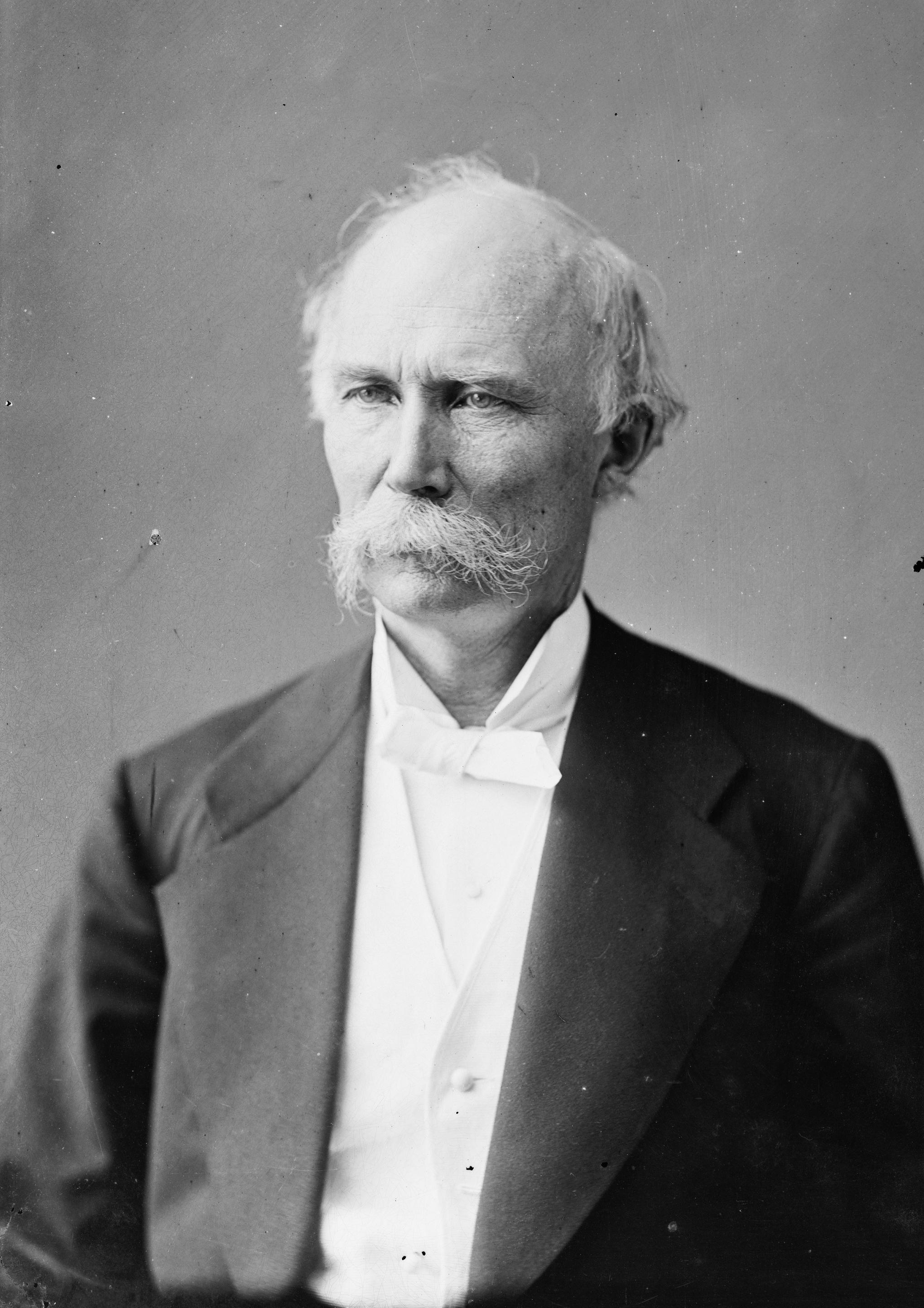
Angus Cameron

Angus Cameron (* 4. Juli 1826 in Caledonia, New York; † 30. März 1897 in La Crosse, Wisconsin) war ein US-amerikanischer Politiker (Republikanische Partei), der den Bundesstaat Wisconsin im US-Senat vertrat.
Angus Cameron besuchte die öffentlichen Schulen sowie eine Seminarschule in Lima, aus der später die Syracuse University entstand. Er machte seinen Abschluss an einer Law School in Ballston Spa und betätigte sich danach als Jurist sowie im Bankgewerbe in Buffalo.
Im Jahr 1857 zog Cameron nach La Crosse in Wisconsin, wo er politisch aktiv wurde. Von 1863 bis 1864 saß er im Staatssenat, von 1871 bis 1872 war er Speaker der Wisconsin State Assembly. Er gehörte außerdem dem Leitungsgremium (Board of regents) der University of Wisconsin–Madison an.
Ab dem 4. März 1875 diente Angus Cameron erstmals als US-Senator in Washington. Am Ende seiner sechsjährigen Amtszeit bewarb er sich nicht um die Wiederwahl und schied am 3. März 1881 aus dem Senat aus. Nur elf Tage später zog er jedoch bereits wieder in das Gremium ein, nachdem er bei einer Nachwahl zum Nachfolger des verstorbenen Senators Matthew H. Carpenter bestimmt worden war. Cameron verblieb weitere vier Jahre im Senat und verließ diesen auf eigenen Wunsch im März 1885.
Angus Cameron starb 1897 in La Crosse, wo ein Park nach ihm benannt wurde.